# Cabasset

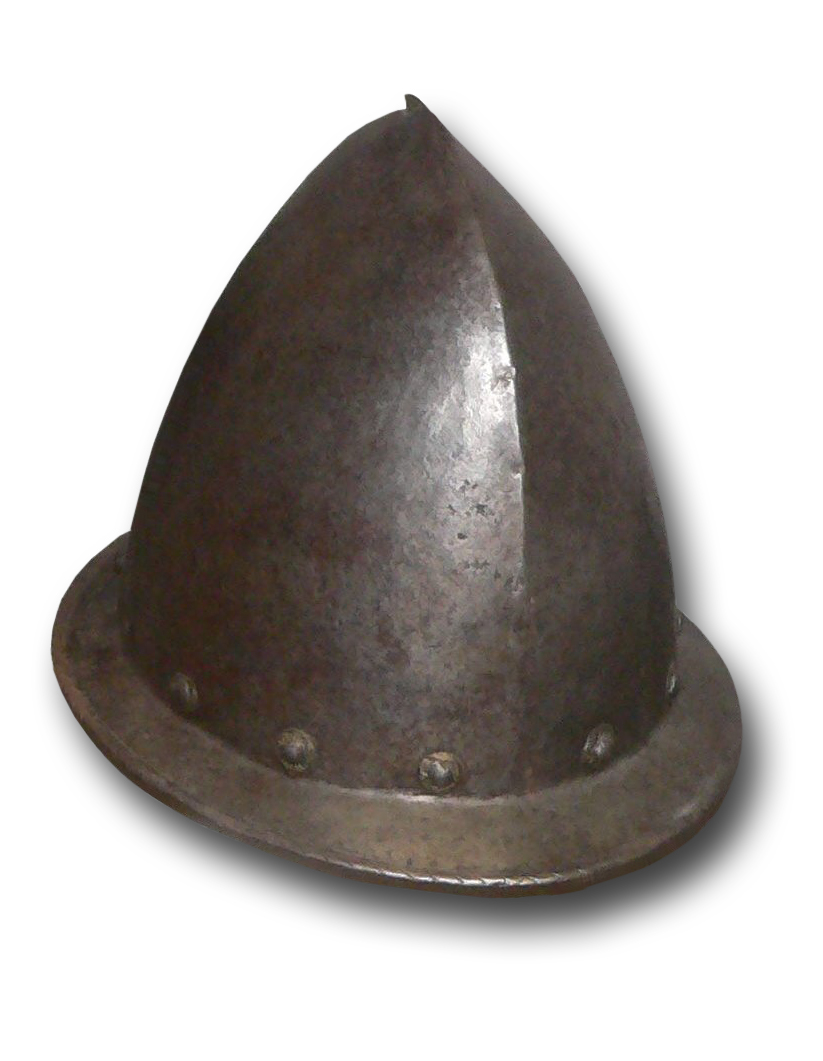
Cabasset (Italien, Ende 16. Jahrhundert)

Als Cabasset (span.: Capacete), auch Birnhelm oder Schützenhaube genannt, wird ein spanisch beeinflusster Helmtypus bezeichnet, der sich in der ersten Hälfte des 16. Jahrhunderts aus dem Eisenhut beziehungsweise dem Morion entwickelte.

## Beschreibung
Die hohe Helmglocke des Cabassets war von einer schmalen Krempe umgeben und mündete bei manchen Exemplaren in eine nach hinten gekrümmte Scheitelspitze, zudem konnte sie auf ihrer Vorderseite einen niedrigen Kamm aufweisen. Es ist bei dieser Helmform üblich, dass der Kamm in einer stachelartigen Spitze endet. Die Wangenklappen des Helms waren üblicherweise geschoben, also aus mehreren Stahlplatten zusammengesetzt, und mit Kinnriemen versehen. Der Cabasset fand unter Fußsoldaten rege Verbreitung und war bis zur Mitte des 17. Jahrhunderts gebräuchlich. Er wurde in einfachster Form hergestellt, aber auch mit kunstvollen, getriebenen Verzierungen versehen.